# Гладун Марія Володимирівна
Марія Володимирівна Гладун (нар. 22 вересня 1996), м. Вінниця — українська гандболістка, воротарка, яка грає за німецьку команду Füchse Berlin (Spreefüxxe) та національну збірну України. Учасниця чемпіонату світу 2023 року.
У складі ГК «Галичанка» — семиразова чемпіонка України жіночої Суперліги (2015, 2016, 2017, 2018, 2019, 2020, 2021), п'ятиразова володарка Кубка України (2016, 2017, 2019, 2020, 2021), чотириразова володарка Суперкубка України (2016, 2017, 2018, 2019), дворазова чемпіонка Балтійської ліги (2018, 2020), півфіналістка Кубку Виклику (2014, 2015), чвертьфіналістка Європейського кубку (2021), учасниця Кубку Європейської гандбольної федерації сезонів 2015/2016, 2016/2017, 2017/2018 та 2019/2020.
У складі ГК «Локомотива» — срібна призерка чемпіонату Хорватії.
У складі ЖГК «Банік Мост» — володарка Кубка Чехії з гандболу.
Гандболом розпочала займатися у вінницькій ДЮСШ № 3, спочатку, як польовий гравець, згодом на позиції воротаря.
Навчаючись у 10-му класі Львівського державного училища фізичної культури починає грати за «Галичанку». У 2019 році закінчила Львівський державний університет фізичної культури.
Визнана кращою гравчинею раунду плей-офф відбору на Чемпіонат світу-2021.
У міжсезоння, влітку 2021 року підписала контракт з німецьким клубом «Füchse Berlin» («Spreefüxxe»).
За результатами голосування тренерів та капітанів команд Суперліги та збірної України Марію визнано кращою гандболісткою сезону 2020/2021..
На сезон 2023-2024 підписала контракт з ГК «Локомотива» (Загреб).
З 2025 року захищає ворота чеської команди «Банік Мост» з однойменного міста. 2 березня 2025 року з новою командою здобуває Кубок Чехії з гандболу серед жінок